# Muralto
Muralto es una comuna suiza del cantón del Tesino, localizada en el distrito de Locarno, círculo de Locarno. Limita al norte con la comuna de Orselina, al este con Minusio, al sureste con Piazzogna, y al suroeste y oeste con Locarno.
La localidad se encuentra en el Lago Mayor, uno de los principales lagos fronterizos entre Italia y Suiza. La lengua principal de esta región es el italiano.